# 新闸路站
新闸路站位于中华人民共和国上海市黄浦区新闸路介于黄河路与乌镇路之间，是上海地铁1号线的地铁车站，1993年12月建成。车站与地面建筑物共构，地下部分为双层双柱结构，长226米，宽21.2米，地下深13.01米，地上高32米，有3个出入口。由同济大学建筑设计研究院设计。車站以橙色作為佈置的主要色彩。本站现作为第二批试行“闸机常开”模式的车站之一。

## 车站结构
新闸路站地铁站厅、站台均位于地下，并结合地区规划，在车站正上方建造了8层半楼房，其中2层作为商店使用，6层为办公楼，另外有半层为地铁设备夹层。上盖部分建筑面积为34676.88平米，1996年建成并对外招商。

### 楼层分布
括号内数字为每层地面的高度，单位为米。来源：
| 地上八层 | 办公楼             |                                  |  |  |
| 地上七层 | 办公楼             |                                  |  |  |
| 地上六层 | 办公楼             |                                  |  |  |
| 地上五层 | 办公楼             |                                  |  |  |
| 地上四层 | 办公楼             |                                  |  |  |
| 地上三层 | 办公楼             |                                  |  |  |
| 设备层   | 部分设备用房       |                                  |  |  |
| 地上二层 | 商店               |                                  |  |  |
| 地面层   | 出入口及商店       | 1、5-6出入口                     |  |  |
| 地下一层 | 站厅               | 票务服务、自动售票机、人工服务台 |  |  |
| 地下二层 |                    | █ 1号线 往富锦路（汉中路）       |  |  |
|          | 岛式站台，左侧开门 |                                  |  |  |
|          |                    | █ 1号线 往莘庄（人民广场）       |  |  |

## 车站出口
|            |                                                      |      |  |
| 出口编号   | 建议前往目的地                                       | 照片 |  |
| 1 · 出口   | 新闸路南侧，新昌路                                   |      |  |
| 5 · 出口   | 新闸路南侧，乌镇路东                                 |      |  |
| 6 · 出口   | 新闸路南侧，温州路西                                 |      |  |
| （无编号） | 黄河路西侧，近新闸路（非自助，需由工作人员手动开启） |      |  |
| 註： 設有  |                                                      |      |  |

## 图片

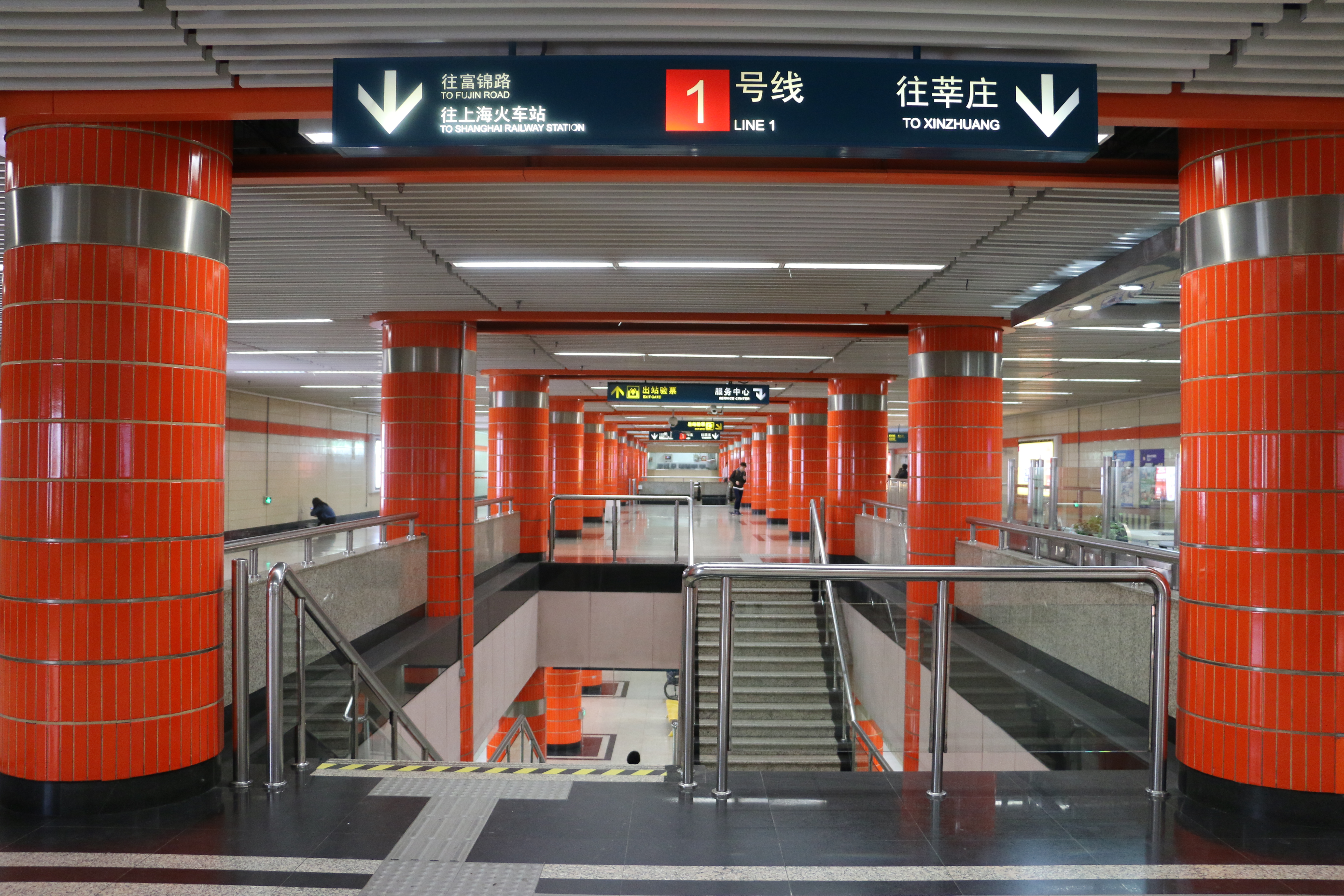
新闸路站站厅
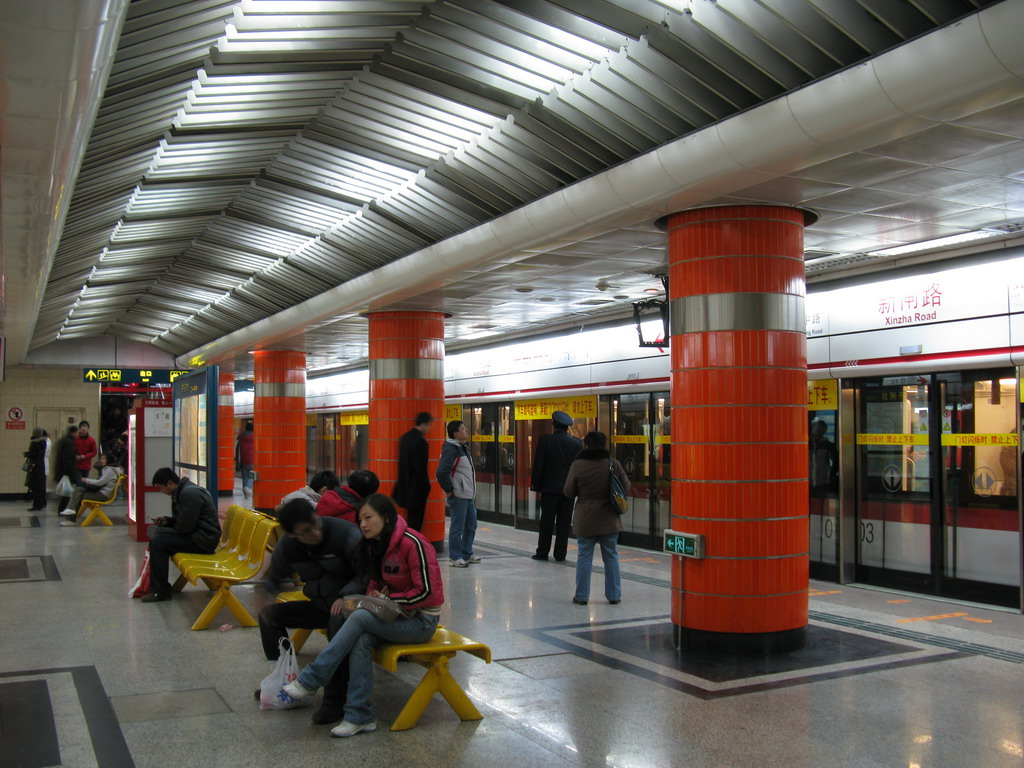
翻新前的新闸路站站台（2008年）
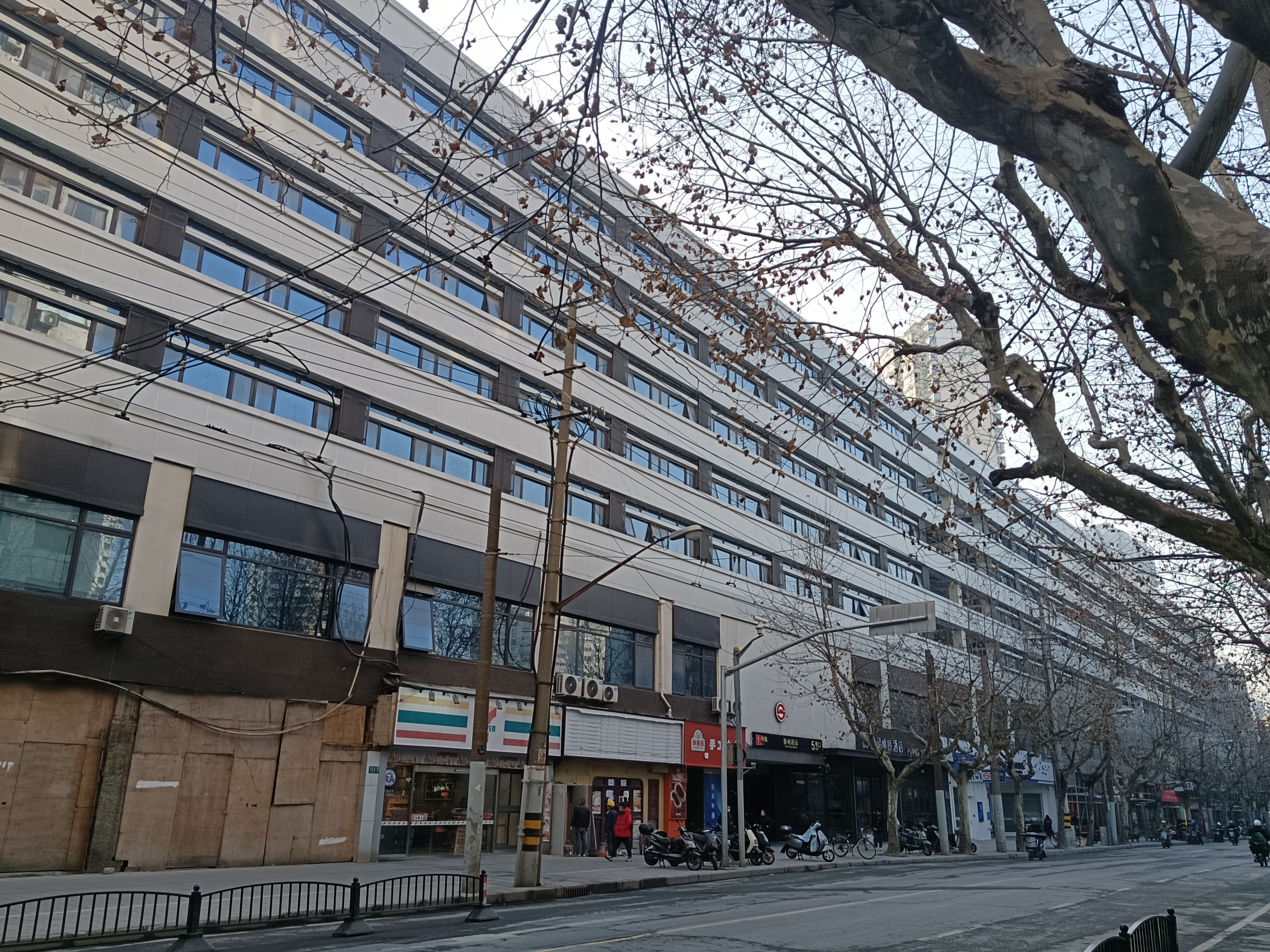
新闸路站上盖建筑（雅州商务中心）外观
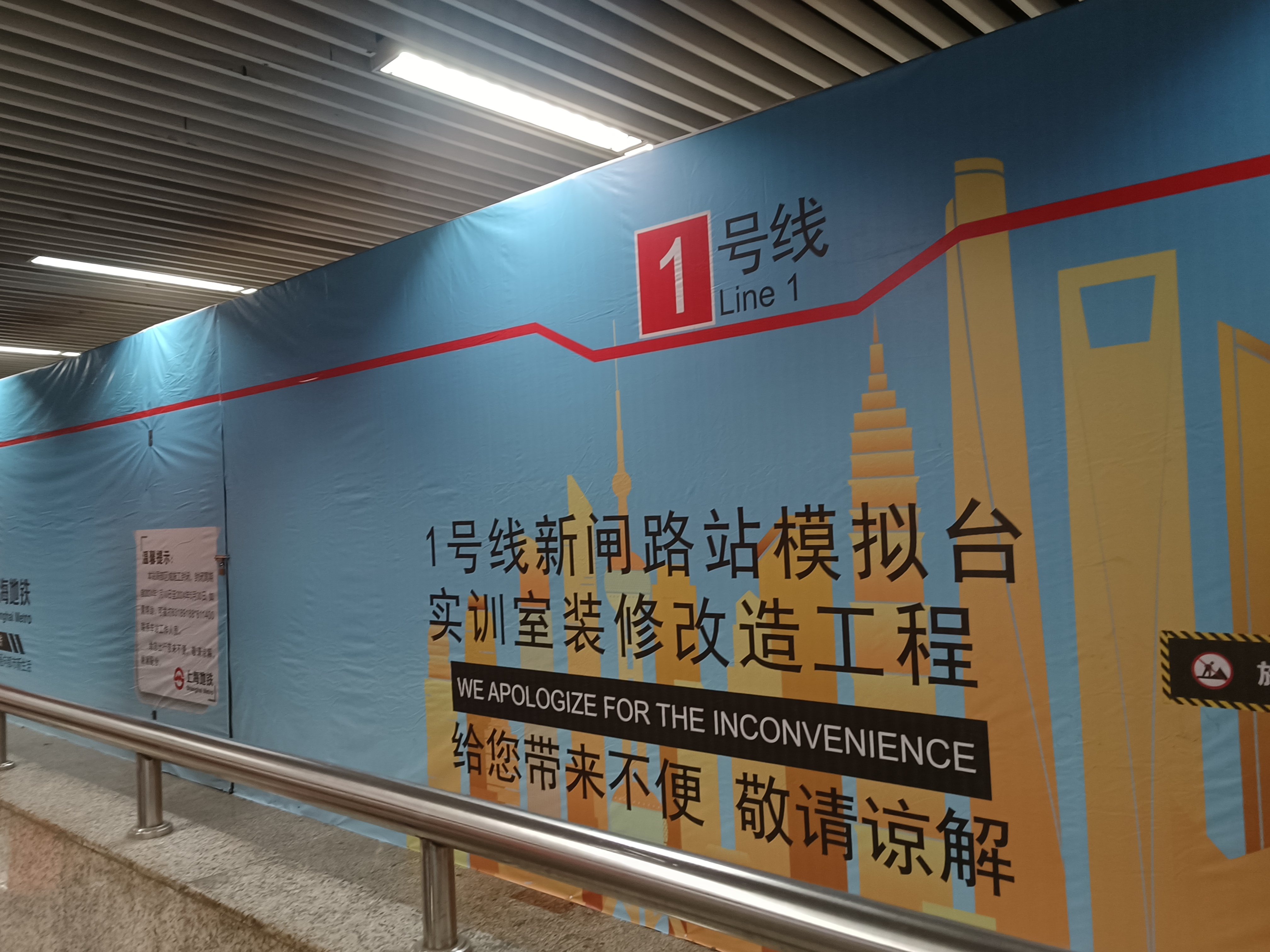
车站内近1号口处正在建设某种供员工练习的设备
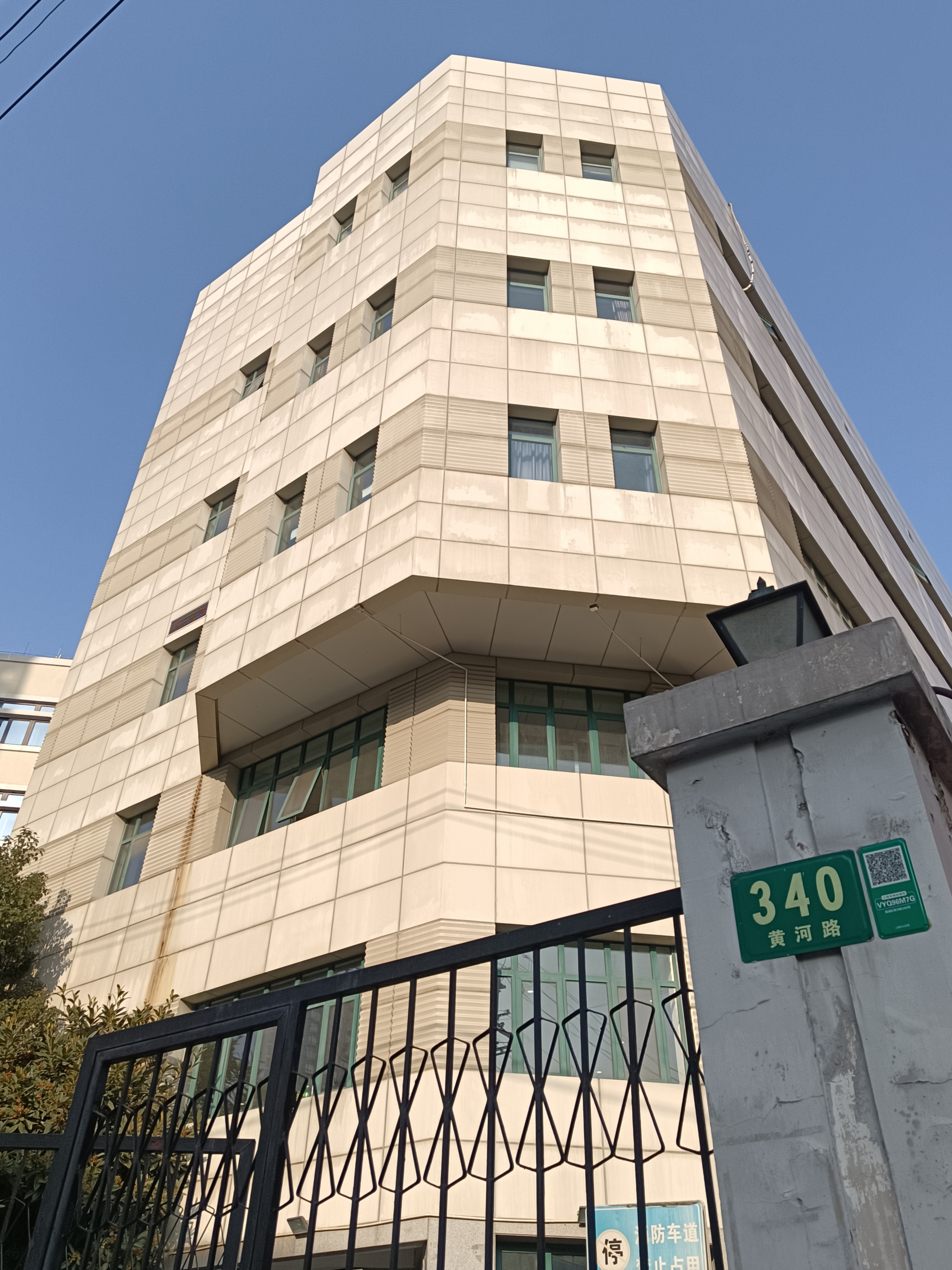
车站东侧的地铁新闸路控制中心大楼。2019年9月起1号线的运营已不再由该处调度

## 公交换乘
19、64、136、210、316